# Last Cop - L'ultimo sbirro (film)
Last Cop - L'ultimo sbirro (Der letzte Bulle) è film del 2019 diretto da Peter Thorwarth. 
Il film funge da sequel all'omonima serie poliziesca andata in onda su Sat.1 dal 2010 al 2014.

## Produzione
Il film è diretto da Peter Thorwarth. Come nell'omonima serie televisiva, Henning Baum interpreta Mick Brisgau, Maximilian Grill e Tatjana Clasing interpretano rispettivamente Andreas Kringge e la barista Uschi Nowatzki, come nell'omonima serie televisiva.
Il film ha ricevuto un finanziamento alla produzione da parte di Film- und Medienstiftung NRW per un importo di 900.000 euro e del Film FernsehenFonds Bayern per un importo di 500.000 euro.
Le riprese si sono svolte da settembre a novembre 2018 principalmente nella zona della Ruhr, inclusa Duisburg.
Su richiesta personale del regista Peter Thorwarth, Doro Pesch ha contribuito alla colonna sonora con una nuova versione della canzone Holding Out for a Hero di Bonnie Tyler del 1984. Il brano è incluso nella colonna sonora, la cui uscita è prevista in un secondo momento.

## Distribuzione
Il film è stato presentato in anteprima mondiale il 30 ottobre 2019 al Lichtburg di Essen. L'uscita nelle sale cinematografiche in Germania è avvenuta il 7 novembre 2019.